# ラスカンパナス天文台

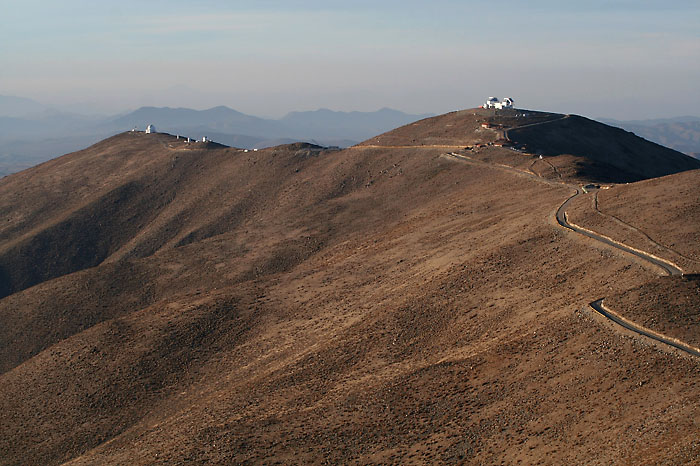
Las Campanas Observatory

ラス・カンパーナス天文台 (スペイン語：Observatorio de Las Campanas、Las Campanas Observatory) は、ワシントン・カーネギー協会が所有し運用する天文観測施設。最寄りの都市はチリ共和国ラ・セレナである。なお、Las Campanasとはスペイン語で鐘を意味するcampanaの複数形である。近くにあるラス・カンパーナス山には、金属の多く含まれた叩くと鐘のような音のでる石が多くあり、名前の由来となっている。

## 望遠鏡
- マゼラン望遠鏡 — 2台の6.5 m光学望遠鏡
- デュポン望遠鏡 (Du Pont Telescope) — 2.5 m
- スウォープ望遠鏡 (Swope Telescope) — 1 m
- 巨大マゼラン望遠鏡（計画） — 口径8.4m 7枚、実効口径24.5m
- なんてん望遠鏡 - 4mミリ波電波望遠鏡、運用を停止しNANTEN2としてチリ北部アタカマ高地に移設

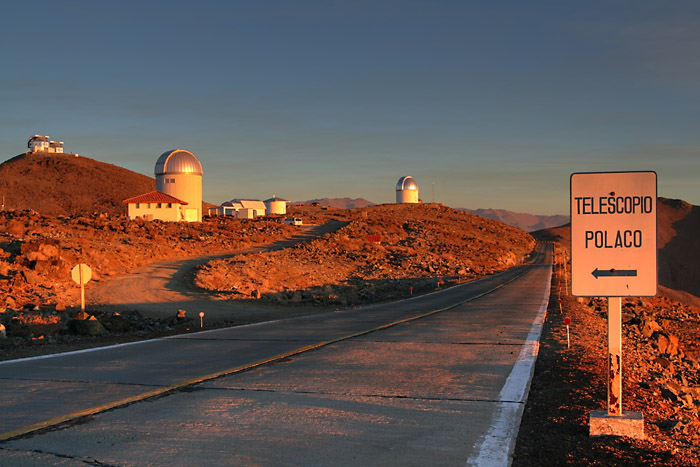
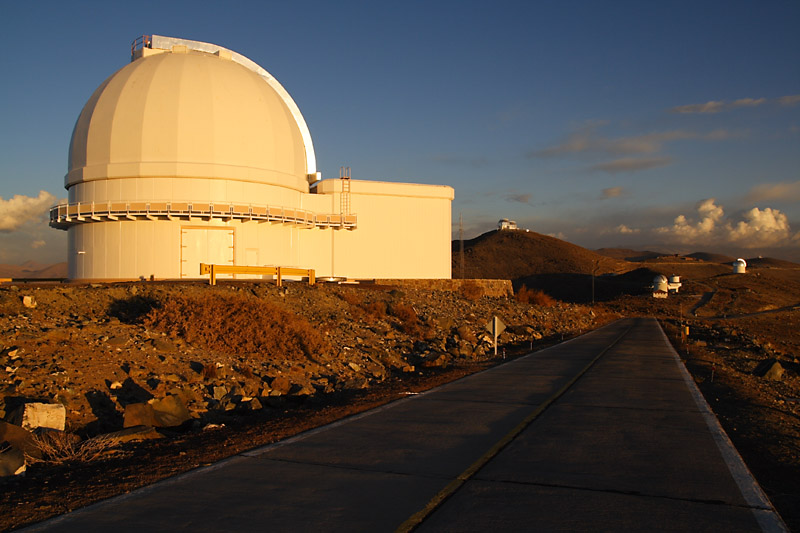
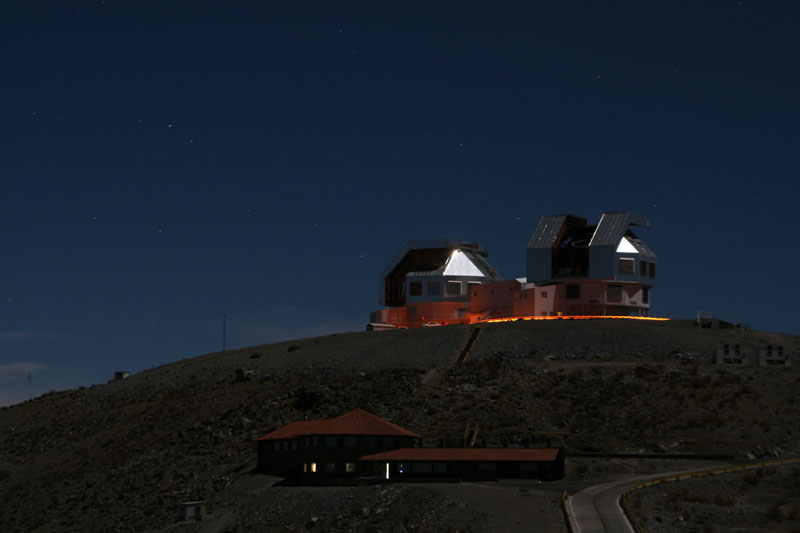
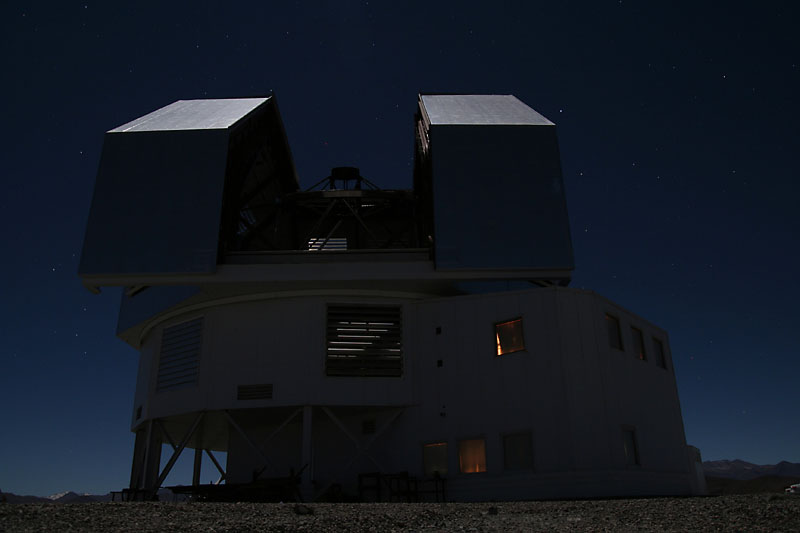
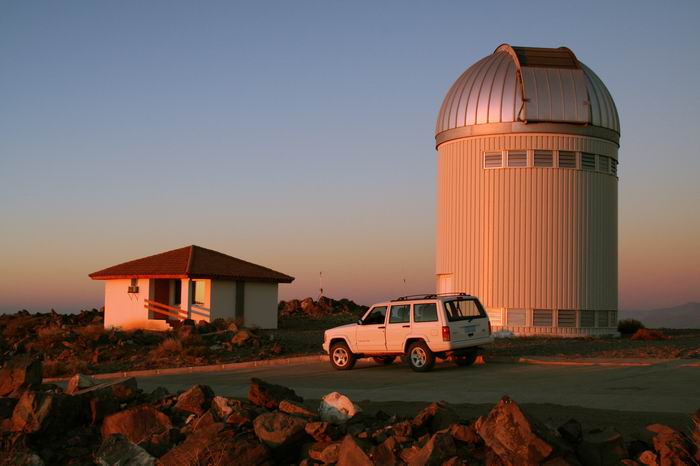
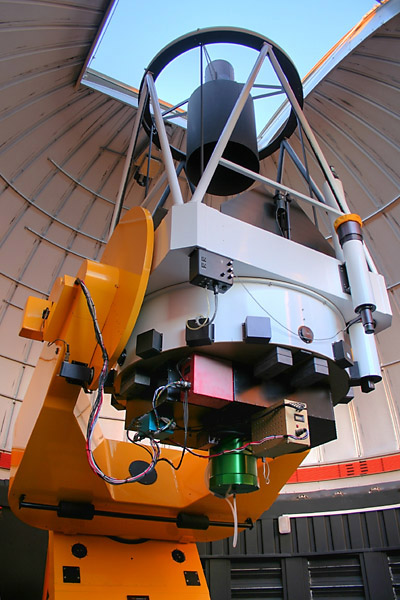
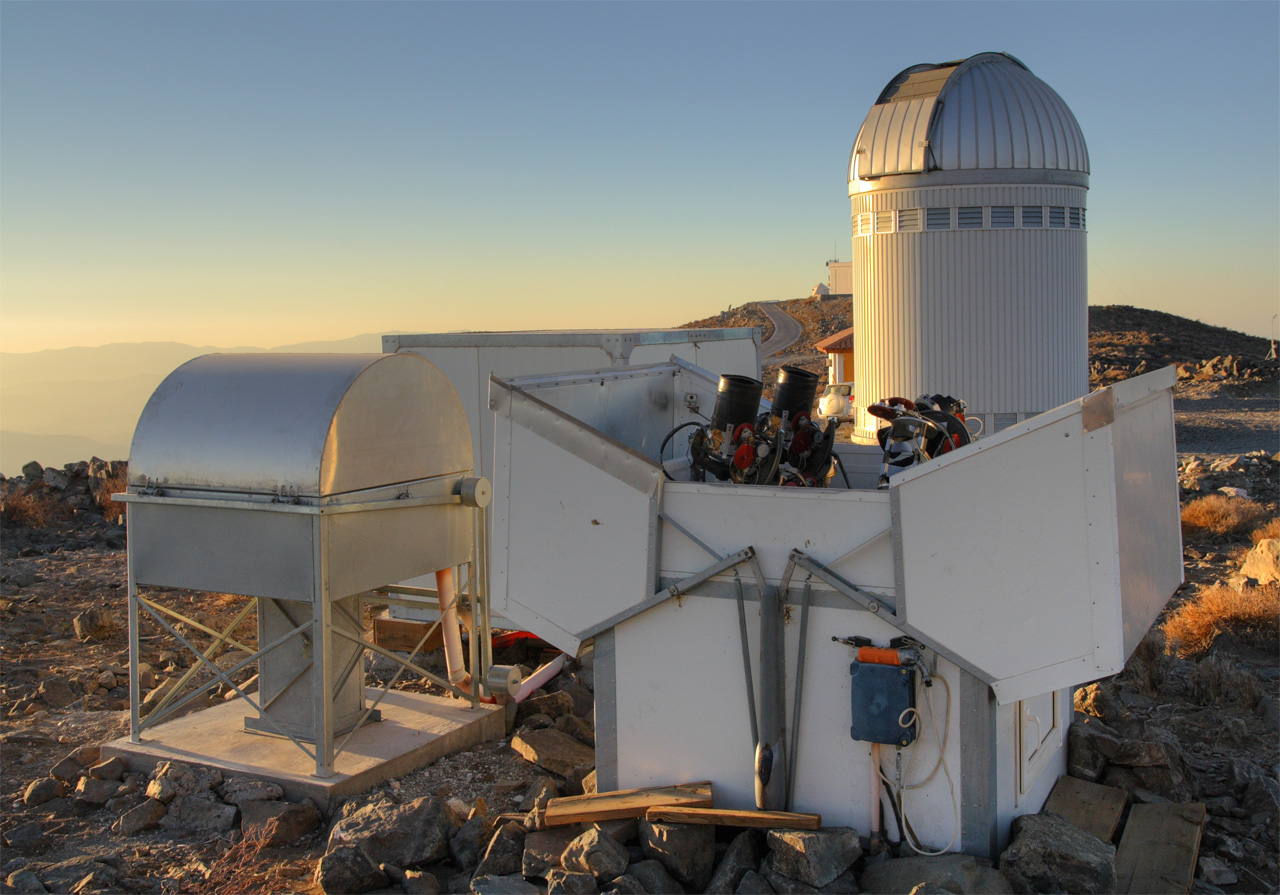